# Контролна кула
„Контролна кула“ (на английски: Pushing Tin) е американска трагикомедия от 1999 г. на режисьора Майк Нюъл, с участието на Джон Кюсак, Били Боб Торнтън, Кейт Бланшет, Анджелина Джоли и Джейк Уебър. Премиерата на филма е на 23 април 1999 г. от „Туентиът Сенчъри Фокс“ и има провал в боксофиса.